# Éric-Emmanuel Schmitt
Éric-Emmanuel Schmitt (Sainte-Foy-lès-Lyon, 28 marzo 1960) è un drammaturgo, scrittore, saggista, traduttore, regista e sceneggiatore francese naturalizzato belga, tra gli autori teatrali più rappresentati sui palcoscenici d'Europa.

## Biografia
Di lontane origini alsaziane da parte di padre, ha studiato musica, diplomandosi presso il conservatorio di Lione, e la filosofia, laureandosi nel 1983 con la tesi Diderot e la metafisica all'École Normale Supérieure de la rue d'Ulm.
Nel 1991 ha intrapreso la sua attività come drammaturgo, tuttora in corso e a cui, nel frattempo, ha affiancato quelle di saggista e romanziere. La sua commedia Il visitatore ha vinto, nel 1993, tre Premi Molière: "Rivelazione teatrale", "Miglior autore", "Miglior spettacolo di teatro privato".
La prima messa in scena italiana si avrà però tre anni più tardi, ad opera del regista Antonio Calenda, con Turi Ferro e Kim Rossi Stuart. Lo spettacolo è stato poi ripreso in Italia a distanza di ben dieci anni, nel 2006, per iniziativa dell'attore e produttore Marco Predieri, con lo stesso nel ruolo del visitatore e Marcello Allegrini in quello di Freud. Nel 2001, Schmitt ha ricevuto dall'Académie Française anche il prestigioso Gran Premio del Teatro.
Da due sue opere sono stati tratti gli omonimi film: Le libertin (2000) di Gabriel Aghion, con Vincent Pérez, Fanny Ardant e Michel Serrault, Monsieur Ibrahim e i fiori del Corano (2003) di François Dupeyron, con Omar Sharif, Pierre Boulanger e Isabelle Adjani, Lezioni di felicità, diretto dallo stesso Schmitt.
Dal 2016 fa parte dell'Académie Goncourt.

## Tematiche
Tema portante delle opere di Schmitt è l'indagine su quanto siano complessi (e per nulla scontati) i rapporti nella vita privata. L'autore, dati anche i suoi studi, dà spesso un taglio filosofico, talvolta religioso, ai suoi romanzi e drammi teatrali; ma ciò che più balza all'occhio è il lato introspettivo, psicologico delle vicende così come dei personaggi.
Schmitt, d'altro canto, predilige un punto di vista inedito, o quantomeno alternativo. Ne Il Vangelo secondo Pilato (che ha almeno un precedente illustre nella rilettura proposta da Jesus Christ Superstar), è Ponzio Pilato a raccontare il mistero incomprensibile di Gesù; qualcosa che va al di là del processo, che Pilato chiama "il caso Jeshua", e persino al di là della Ragione.
«Mi lamento spesso con Claudia [la moglie] - confessa a un certo punto -: prima ero un romano che sapeva; ora sono un romano che dubita. E mia moglie ride e batte le mani come se facessi per lei un numero da giocoliere. "Dubitare e credere sono la stessa cosa, Pilato. Solo l'indifferenza è atea".»
Ne La parte dell'altro, invece, Schmitt immagina la vita parallela di Hitler se, nel 1908, non fosse stato respinto alla Scuola di Belle Arti di Vienna. Facendo la storia con i "se", l'autore porta avanti una sorta di Sliding Doors sul führer, dipingendo ciò che finora non è stato raccontato. Dopo la luce, l'ombra, ovvero l'egoismo e la violenza di Hitler non più investiti nella conquista del mondo ma per diventare un artista geniale, ovviamente dionisiaco e nietzschiano. Un testo spregiudicato che ha fatto scalpore, innescato polemiche e discussioni come sempre avviene in questi casi.
L'opera su cui Schmitt ha meditato più a lungo è però, forse, Il libertino. Con Diderot, il protagonista del dramma teatrale, l'autore ha infatti un rapporto di lunga data dal momento che su di lui si è anche laureato.
Mentre una sconosciuta pittrice sta ritraendo il filosofo, piomba in casa Rousseau che non ne vuole sapere di scrivere la voce "Morale" per l'Enciclopédie. Peccato che la sterminata opera (che dovrebbe condensare tutto lo scibile umano) sia già in stampa... Ecco allora che i due intellettuali, con l'aiuto dell'intuito e della sensibilità tipicamente femminili, mettono in scena una sorta di simposio sul matrimonio, la fedeltà, la vita da libertini. "Mi fa rabbia essermi impegolato con questa maledetta filosofia che la mia mente non può rifiutare di assecondare e il mio cuore di smentire" afferma nei suoi scritti Diderot, che arriva persino a dire: "i miei pensieri sono le mie puttane". E da un simile personaggio non poteva che prendere vita, prima o poi, una commedia semiseria.
Piuttosto originale, poi, l'occasione di Piccoli crimini coniugali, dove un uomo perde la memoria (e la propria identità) a causa d'un banale incidente, mentre la moglie tenta di ricostruire il suo passato grazie agli effetti personali, le stanze della casa coniugale, i ricordi dei conoscenti e così via.

## Opere

### Drammaturgie
- La nuit de Valognes (1991)
- Il visitatore (Le visiteur, 1993)
- Golden Joe (1995)
- Variazioni enigmatiche (Variations énigmatiques, 1996)
- L'École du diable (1996)
- Il libertino (Le libertin, 1997)
- Milarepa (1998), adattamento teatrale del suo romanzo omonimo
- Frederick ou le boulevard du crime (1998)
- L'hotel dei due mondi (L'hôtel des deux mondes, 1999)
- Le Bâillon (1999)
- Mille et un jours (2000)
- Monsieur Ibrahim e i fiori del Corano (Monsieur Ibrahim et les fleurs du Coran, 2001), adattamento teatrale del suo romanzo omonimo
- Oscar e la dama in rosa o Oscar e la Dama Rosa (Oscar et la dame rose, 2003), adattamento teatrale del suo romanzo omonimo
- Piccoli crimini coniugali (Petits crimes conjugaux, 2003)
- I miei vangeli (Mes Évangiles, 2004), adattamento teatrale del suo romanzo Il Vangelo secondo Pilato
- La Tectonique des sentiments (2008)
- Le Bossu (2008), adattamento teatrale di un romanzo di Paul Féval
- Milady (2010), adattamento teatrale del romanzo I tre moschettieri di Alexandre Dumas (padre)
- Kiki van Beethoven (2010), adattamento teatrale del suo romanzo-saggio Quand je pense que Beethoven est mort alors que tant de crétins vivent
- Le Journal d'Anne Frank (2012), adattamento teatrale del Diario di Anna Frank
- Un homme trop facile (2013)
- The Guitrys (2013)
- La trahison d'Einstein (2014)
- Georges et Georges (2014)
- Si on recommençait (2014)

### Romanzi
- La scuola degli egoisti (La secte des egoïstes, 1994)
- Il Vangelo secondo Pilato (L'Évangile selon Pilate, 1995)
- La parte dell'altro (La part de l'Autre, 2001)
- Lorsque j'etais un'Oeuvre d'Art (2004)
- La mia storia con Mozart (Ma vie avec Mozart, 2005)
- Quando ero un'opera d'arte (Lorsque j'étais une œuvre d'art, 2006)
- Oscar e la dama rosa (2002)
- Ulisse da Baghdad (Ulysse from Bagdad, 2010)
- Quando penso che Beethoven è morto mentre tanti cretini ancora vivono (Quand je pense que Beethoven est mort alors que tant de crétins ancore vivent, 2010)
- La donna allo specchio (La femme au miroir, 2011)
- La giostra del piacere (Les Perroquets de la place d'Arezzo, 2013)
- Elisir d'amore (L'Élixir d'amour, 2014)
- Veleno d'amore (Le poison d'amour, 2014)
- La notte di fuoco (La Nuit de feu, 2015)
- L'uomo che guardava attraverso i volti, Edizioni e/o, (2022), ISBN 9788833575865 -  (L'Homme qui voyait à travers les visages, 2016)

#### Ciclo dell'Invisibile
- Milarepa (1997)
- Monsieur Ibrahim e i fiori del Corano (Monsieur Ibrahim et les fleurs du Coran, 2001)
- Oscar e la dama in rosa (Oscar et la dame rose, 2002)
- Il bambino di Noè (L'Enfant de Noé, 2004)
- Il lottatore di sumo che non diventava grosso (Le Sumo qui ne pouvait pas grossir, 2009)
- I dieci figli che la signora Ming non ha mai avuto (Les dix enfants que madame Ming n'a jamais eus, 2012)
- Madame Pylinska e il segreto di Chopin (Madame Pylinska et le secret de Chopin, 2018)
- Félix e la fonte invisibile (Félix et la source invisible, 2019)

### Raccolte di racconti
- Odette Toulemonde (Odette Toulemonde et autres histoires, 2006)
- La Rêveuse d'Ostende (2007)
- Concerto à la memoire d'un ange (2010)
- L'amore invisibile (Les Deux Messieurs de Bruxelles, 2012)
- La vendetta del perdono (La vengeance du pardon, 2017)

### Saggistica
- Diderot e la metafisica (Diderot et la metaphysique, 1983), tesi di laurea su Denis Diderot
- Diderot, o La filosofia della seduzione (Diderot ou la philosophie de la seduction, 1997)
- Guignol aux pieds des Alpes (2002)
- Plus tard, je serai un enfant (2017)

### Traduzioni
- Les Noces de Figaro (1997), traduzione in francese de Le nozze di Figaro (1786) di Mozart
- Don Giovanni (2001), traduzione in francese del Don Giovanni (1787) di Mozart

## Filmografia

### Regista e sceneggiatore
- Lezioni di felicità - Odette Toulemonde (Odette Toulemonde, 2006)

### Sceneggiatore
- Monsieur Ibrahim e i fiori del Corano, regia di François Dupeyron (Monsieur Ibrahim et les fleurs du Coran, 2003)

## Allestimenti teatrali

### In francese
- 1991-1992, La nuit de Valognes. Regia di Jean-Luc Tardieu.
- 1993-1994, Le visiteur. Regia di Gérard Vergez, con Maurice Garrel e Thierry Fortineau.
- 1995-1996, Golden Joe. Regia di Gérard Vergez.
- 1996-1997, Variations énigmatiques. Regia di Bernard Murat, con Alain Delon e Francis Huster.
- 1997-1998, Le libertin. Regia di Bernard Murat, con Bernard Giraudeau e Christiane Cohendy.
- 1998-1999, Frederick ou le boulevard du crime. Con Jean-Paul Belmondo.

### In italiano
- 1995-1996, Il visitatore. Regia di Antonio Calenda, con Turi Ferro e Kim Rossi Stuart.
- 2000-2001, L'hotel dei due mondi. Regia di Andrée Ruth Shammah.
- 2000-2001, Il libertino. Regia di Sergio Fantoni, con Ottavia Piccolo e Gioele Dix.
- 2001-2002, Variazioni enigmatiche. Regia di Glauco Mauri, con Glauco Mauri e Roberto Sturno.
- 2002-2003, L'hotel dei due mondi. Regia di Renata Sottini.
- 2004-2005, Oscar e la Dama in Rosa - Ibrahim e i fiori del Corano. Regia di Jurij Ferrini e Oliviero Corbetta
- 2004-2005, Piccoli crimini coniugali. Regia di Sergio Fantoni, con Andrea Jonasson e Gianpiero Bianchi.
- 2006, Oscar e la dama in rosa, regia di Franco Giorgio, con Mariarita Sgarlato, Giovanni Arezzo, ed Emanuela Curcio. Musica di Peppe Arezzo Compagnia Centro Teatro Studi
- 2008-2009, Il Vangelo secondo Pilato regia di Glauco Mauri, con Glauco Mauri, Roberto Sturno e Marco Blanchi.
- 2011-2012, Variazioni Enigmatiche regia di Gabriela Eleonori, con Saverio Marconi, Gian Paolo Valentini. Una produzione Compagnia della Rancia.
- 2013, Variazioni Enigmatiche regia di Roberto Menconi, con Roberto Menconi e Vittorio Vatteroni. Compagnia TeatroTre
- 2013-2014, Variazioni enigmatiche, regia di Franco Giorgio, con Massimo Leggio e Giovanni Arezzo. Compagnia Centro Teatro Studi
- 2013-2014, La notte degli Ulivi regia e interpretazione di Christian Poggioni
- 2014-2015, Il visitatore, regia di Valerio Binasco, con Alessandro Haber e Alessio Boni
- 2016, Piccoli Crimini Coniugali, regia di Vittoria Citerni di Siena, con Alessandro Giova e Michela Maridati
- 2017, L'intrusa e È una bella giornata di pioggia, con Lucia Poli